# São Miguel do Mato (Vouzela)
São Miguel do Mato ist eine Gemeinde (Freguesia) im portugiesischen Kreis Vouzela. In ihr leben 808 Einwohner (Stand 19. April 2021).